# Хатчисон, Джон (скульптор)
Джон Хатчисон (англ. John Hutchison; 1 июня 1833, Лауристон, Эдинбург — 23 мая 1910, Эдинбург) — британский шотландский скульптор, придворный скульптор королевы Виктории.

## Жизнь и творчество
Родился в семье строителя, в Лауристоне, северо-западном предместье Эдинбурга. В возрасте 13 лет Джон поступает учеником в мастерскую резчика по дереву, однако вечерами посещает ещё и занятия в художественной школе. Позднее, в 1848 году, становится студентом в Академии искусств Трасти в Эдинбурге (Trustees Academy). После окончания учёбы в Академии в 1849-1853 годах работает у скульптора Джеймса Кристи. Заручившись финансовой поддержкой архитектора Патрика Аллена Фрезера, покровительствовавшего Хатчисону, совершает учебную поездку в Рим, где в 1859-1860 и в 1863 годах изучает античную скульптуру под руководством Альфреда Гетти. Будучи уже известным скульптором, Джон Хатчисон продолжает совершенствовать свои знания в Эдинбургской школе изящных искусств (Edinburgh School of Applied Art) в 1894-1895 годах. Был другом и соучеником таких шотландских художников, как Уильям Орчардсон, Джордж Поль Чалмерс и Джон Мак-Уиртер. В 1887 году получил заказ от королевы Виктории создать её бюст и бюст её супруга, принца-консорта Альберта.
Скульптурные произведения Джона Хатчисона изваяны из мрамора, дерева, глины и отлиты из бронзы. Темами для этих произведений были как исторические события, так и старинные шотландские легенды и мифы. Создавал также скульптурные портреты современников. Среди известных работ Хатчисона - бюст писателя Вальтера Скотта, выставленный в Зале поэтов в Вестминстерском аббатстве в Лондоне. Среди его многочисленных заказчиков числилась и британская королева Виктория. В 1856-1902 годах постоянно выставляет свои скульптуры в экспозициях Королевской Шотландской академии (Royal Scottish Academy, (RSA), становится постоянным сотрудником Академии в 1862 году, а в 1867 - её действительным членом. В 1877-1886 годах занимает должность ответственного библиотекаря Академии, и его первым крупным достижением на этой должности была систематизация и классификация собрания графики академии. В 1886-1907 годах Хатчисон - почётный казначей Академии. В 1907 году скульптор уходит на пенсию со всех должностей Академии, и в честь его заслуг и творческих успехов был награждён серебряной вазой и серебряным грузинским чеканным подносом от имени всех членов шотландской Академии художеств.
Джон Хатчисон 28 июня 1870 года вступает в брак с Маргарет Баллантайн (1839-1875), дочерью судьи Джона Баллантайна. Родившаяся на следующий год их дочь Генриетта (1871-1933) также стала мировым судьёй. Уйдя на пенсию в 1907 году, скульптор много времени посвящает чтению. В апреле 1910 года скончался его близкий друг, Уильям Орчардсон. Хатчисон с большим горем воспринял эту потерю и спустя месяц после недельной болезни, умер. Похоронен на кладбище Грандж в Эдинбурге.

## Галерея

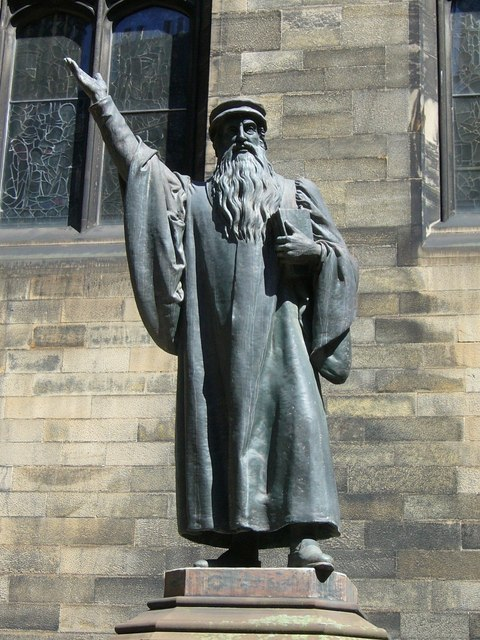
Памятник Джону Ноксу (1896), Новый колледж, Эдинбург
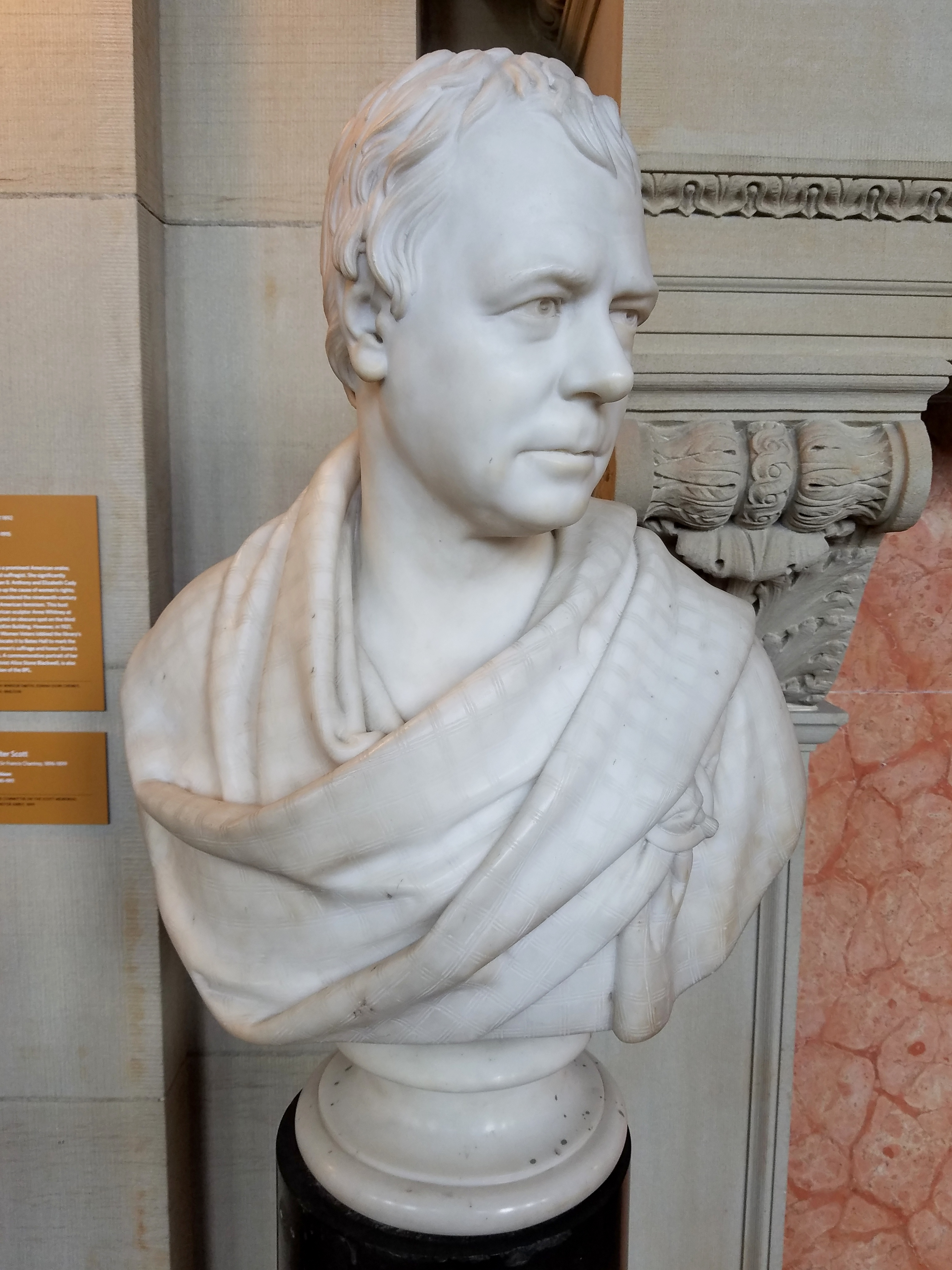
Бюст Вальтера Скотта (1899)
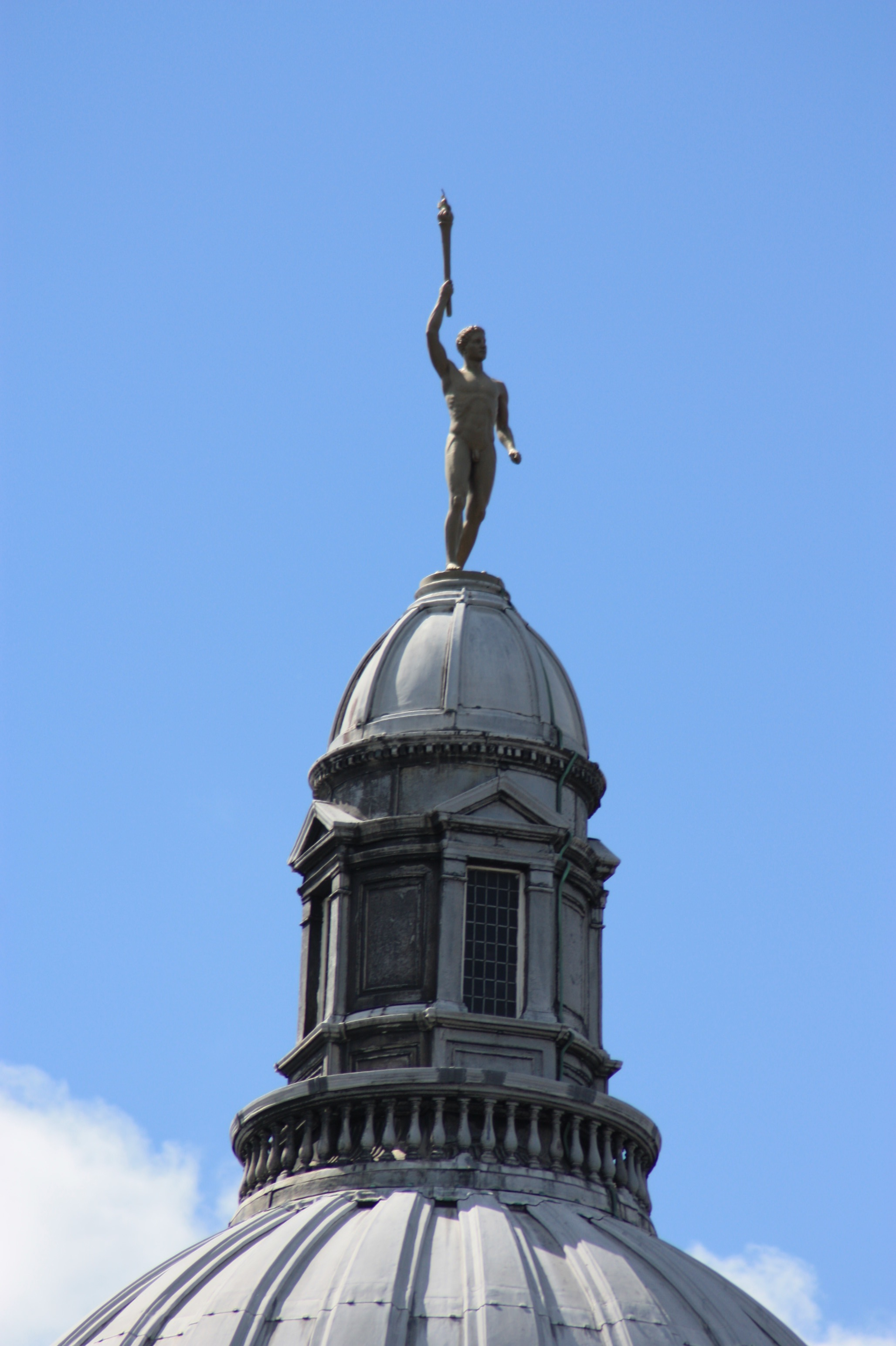
Статуя Юности перед Старым колледжем в Эдинбурге
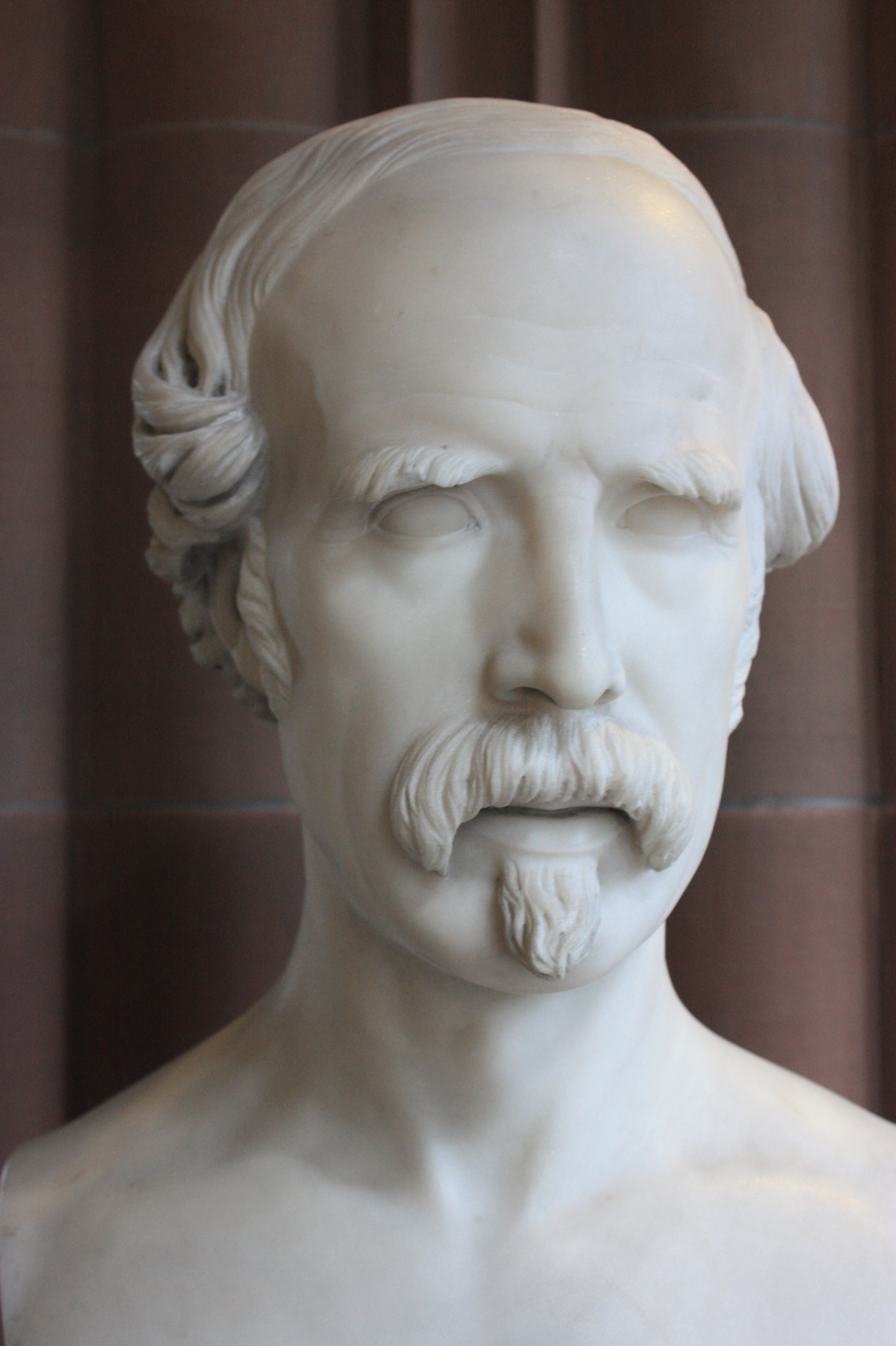
Портрет Лоуренса Макдональда
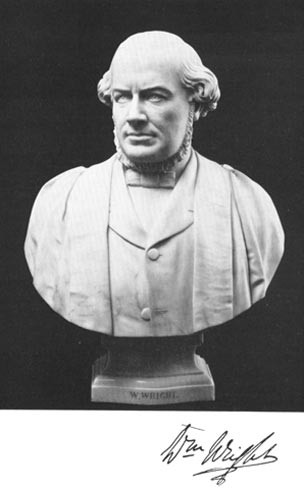
Бюст востоковеда Уильяма Райта
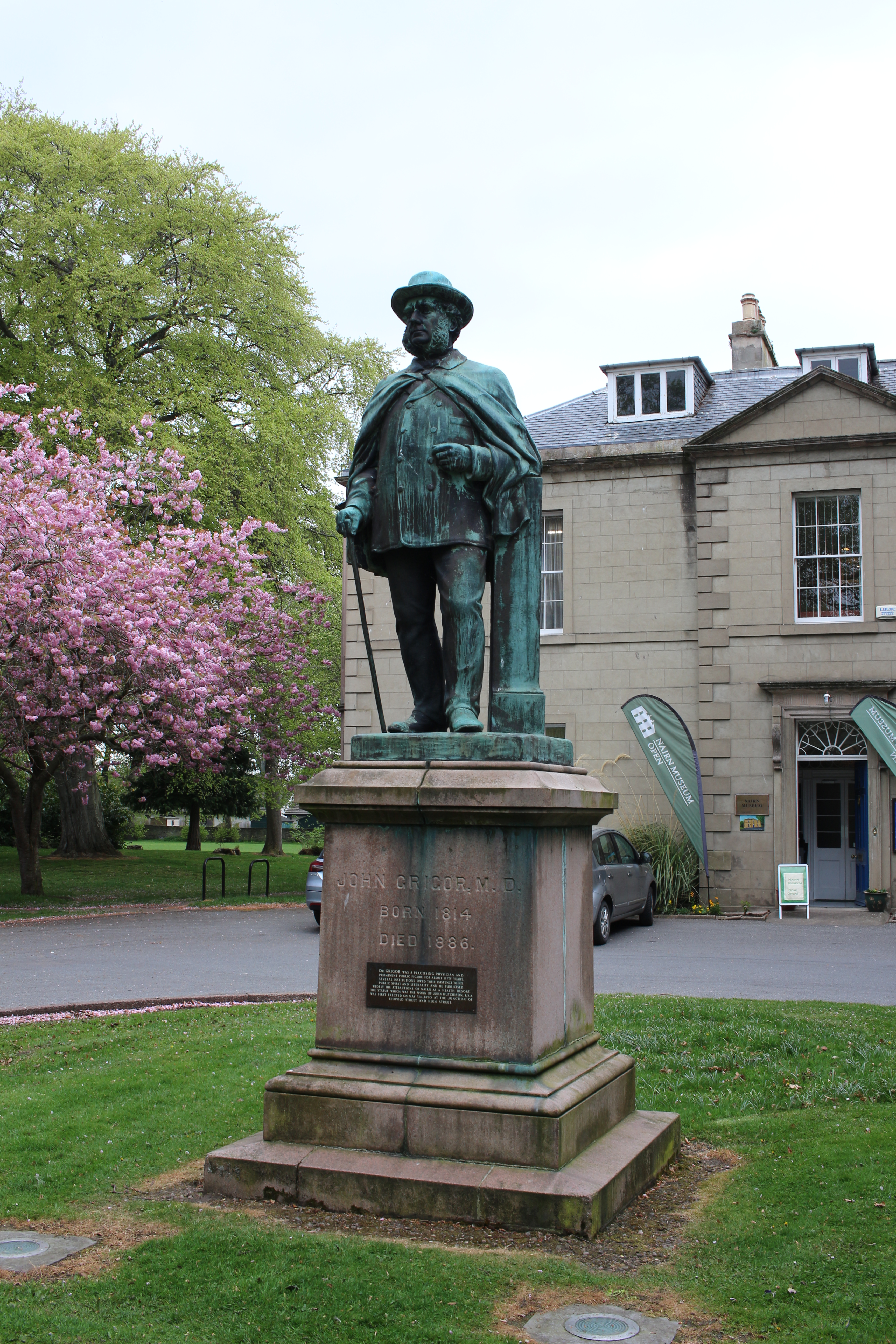
Статуя Джона Григора (1890)